# Сетка (желудок)

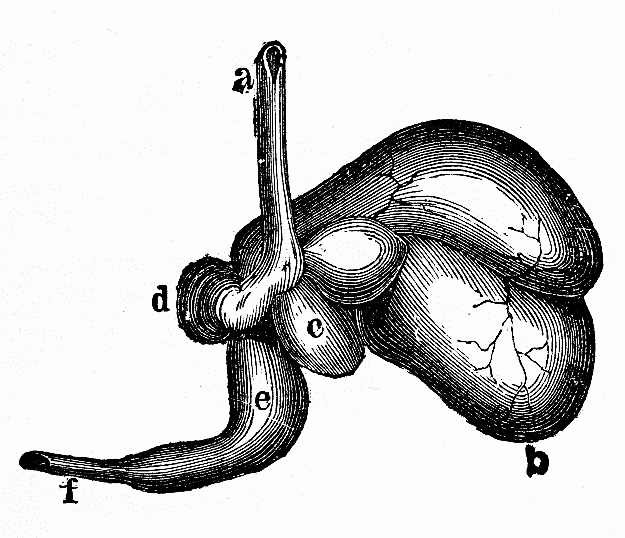
Строение желудка коровы: a — пищевод, b — рубец, c — сетка, d — книжка, e — сычуг, f — тонкая кишка

Сетка (лат. reticulum) — второй отдел четырёхкамерного желудка жвачных животных, который расположен около диафрагмы и печени.
Сетка служит для отделения мелкопережёванной пищи от грубых частиц, которые возвращаются в рубец.

## Строение
Стенки сетки содержат четырёх-, пяти- и шестиугольные ячейки, образованные нерасправляющимися подвижными складками слизистой оболочки высотой 8—12 мм. Слизистая сетки покрыта многочисленными мелкими роговыми бугорками и обычно не имеет желёз.